# 和賀井克夫
和賀井 克夫（わがい よしお、1960年<昭和35年>10月7日 - ）は、日本の地方公務員。東京都環境局長、下水道局長を経て、東京熱供給社長。

## 人物・経歴
慶應義塾大学経済学部を卒業後、1983年に東京都入庁（下水道局）。衛生局 (現・福祉保健局) 総務部副参事（区市町村連絡調整担当）、同局病院事業部副参事（病院改革担当）、病院経営本部経営企画部財務課長（統括）、同本部経営企画部総務課長（統括）、監察員、都市整備局参事（東京都新都市建設公社派遣・総務部長）、総務局行政改革推進部長、環境局都市地球環境部長、病院経営本部経営企画部長、議会局長、環境局長などを歴任。環境局では温室効果ガス削減、再生可能エネルギーの導入拡大や水素社会実現に向けた取組みを掲げ「ゼロエミッション東京」の実現を目指した。
2019年から東京都下水道局長を務め、「東京都下水道事業　経営計画２０１６」に則り老朽化施設の再構築、浸水対策、震災対策、合流式下水道の改善、エネルギー・地球温暖化対策などの主要施策を推進。2021年3月、神山守を後任に下水道局長を退任。
東京熱供給代表取締役社長に就任。